# 草酸镎(IV)
草酸镎(IV)是镎形成的草酸盐，化学式为Np(C2O4)2。它微溶于水，可以形成绿色的水合物晶体。它是镎提纯过程中的中间体。
它可由草酸沉淀Np(IV)溶液得到：
{\displaystyle {\mathsf {NpCl_{4}+2H_{2}C_{2}O_{4}\ {\xrightarrow {}}\ Np(C_{2}O_{4})_{2}\cdot 6H_{2}O\downarrow +4HCl}}}
得到的六水合物是绿色晶体，难溶于丙酮，微溶于水。六水合物在加热时逐渐分解，至190~200 °C得到无水物，进一步加热至300 °C生成二氧化镎：
{\displaystyle {\mathsf {Np(C_{2}O_{4})_{2}\ {\xrightarrow {400^{o}C}}\ NpO_{2}+2CO_{2}+2CO}}}
它可以形成一系列的草酸根配合物，如Na4[Np(C2O4)4]·3H2O、K4[Np(C2O4)4]·4H2O等。